# مسجد تيكيلي محمد باشا
يقع مسجد تيكيلي محمد باشا (بالتركية: Tekeli Mehmet Paşa Camii)‏ في مدينة أنطاليا بتركيا، تم بناؤه بأمر من الصدر الأعظم الكبير لاله محمد باشا، وسُمّي باسمه تكريما له. في القرن الثامن عشر كان المسجد الرئيسي في المدينة.

## تاريخ
وفقًا لافتراضات علماء الآثار والمؤرخين، تم بناء المسجد في نهاية القرن السادس عشر وبداية القرن السابع عشر، ولا توجد معلومات دقيقة حول تاريخ الإنشاء واسم المهندس المعماري. في خمسينيات وأربعينيات القرن العشرين، أعيد بناء المسجد. وفي عام 2018، تم إعادة بناء المئذنة والجزء الغربي من القبة، والتي من المقرر أن تكتمل بحلول عام 2020.
الجزء الأكثر شهرة في المسجد هو البلاط الحجري على الواجهة الشمالية للمسجد وداخله، وهي مزينة بآيات من القرآن، مكتوبة بالخط العربي. كما يتم حفظ النقوش الملونة بالخط العربي أعلى النوافذ داخل المسجد.

## صور

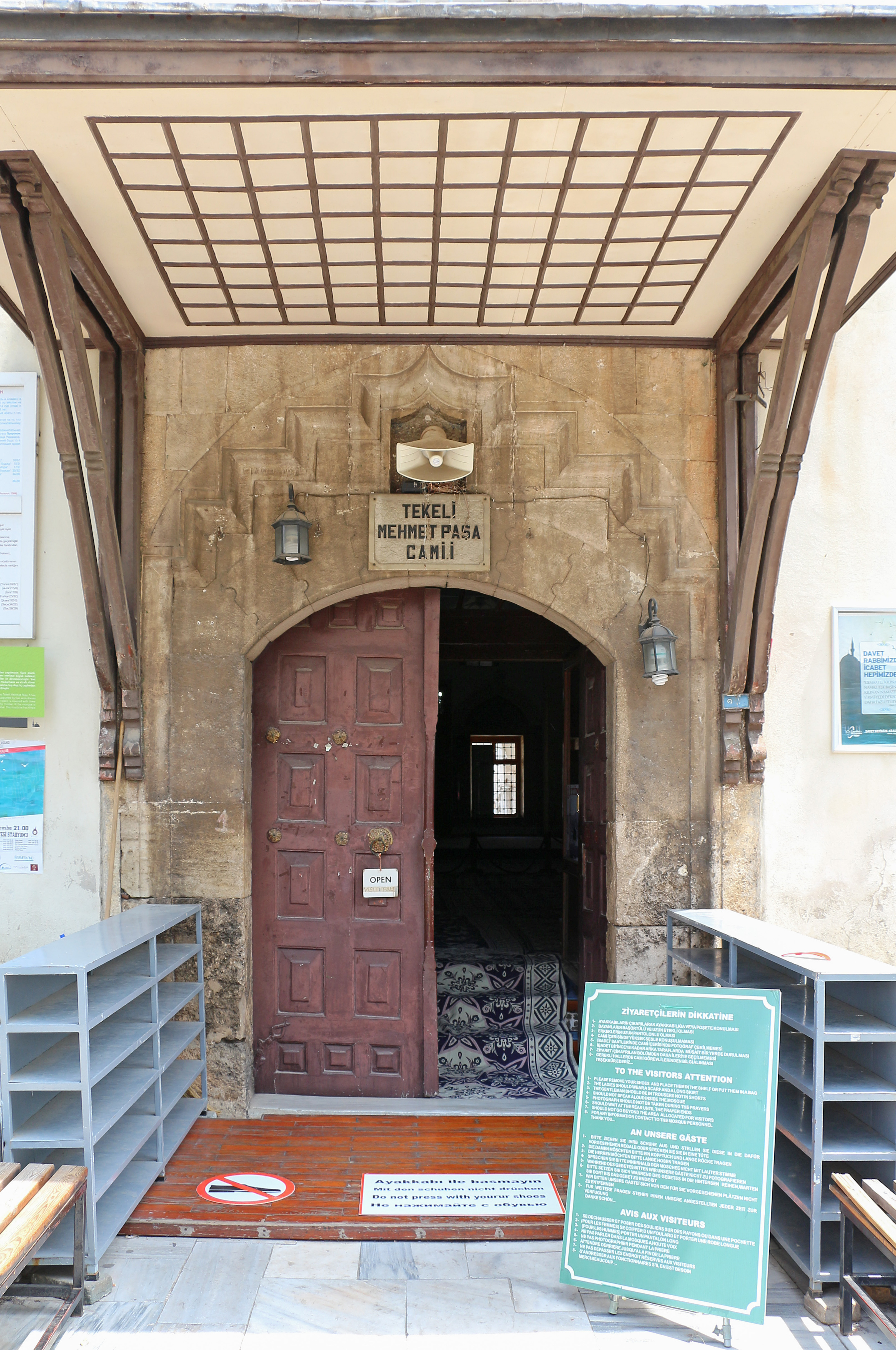
مدخل المسجد
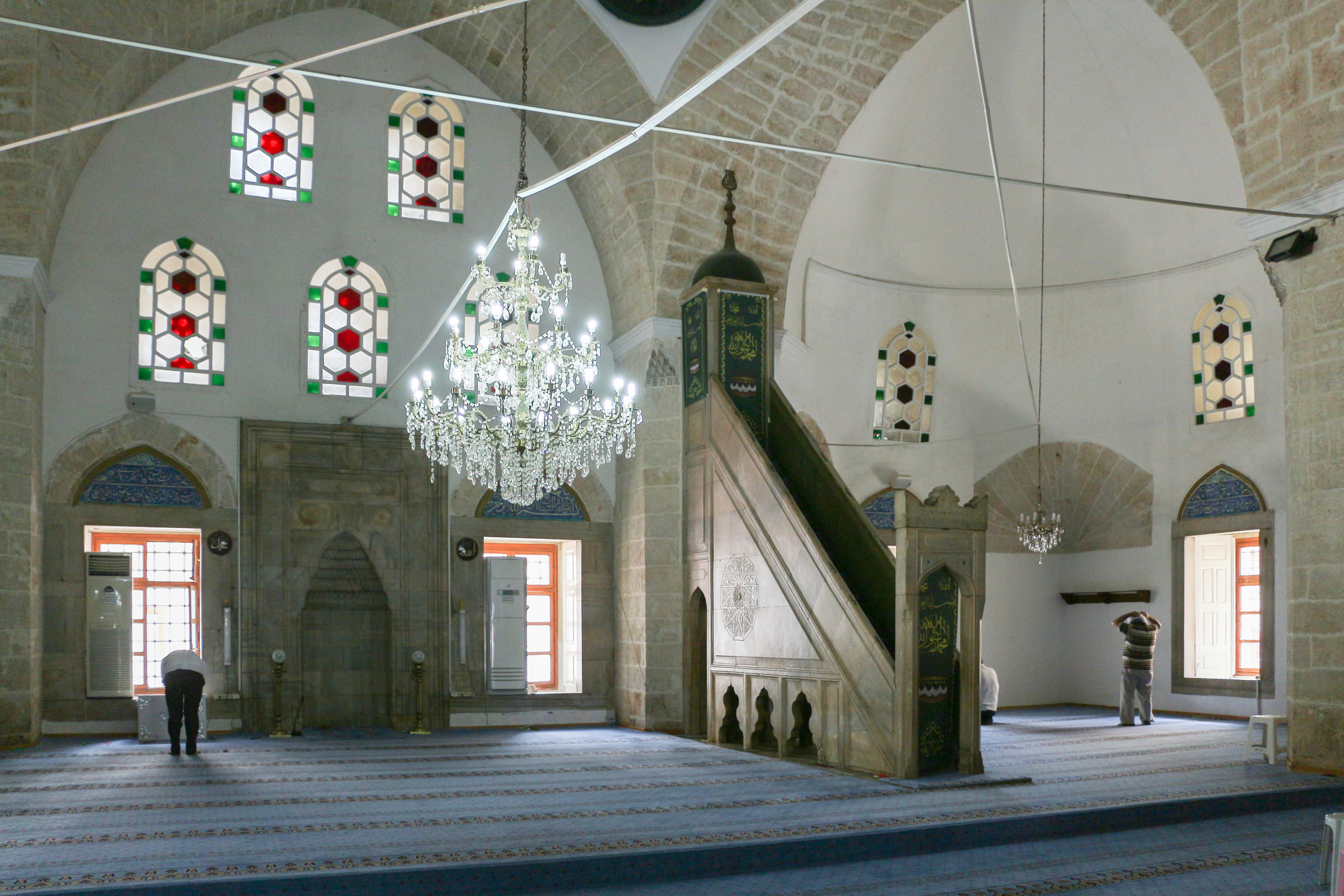
داخل المسجد
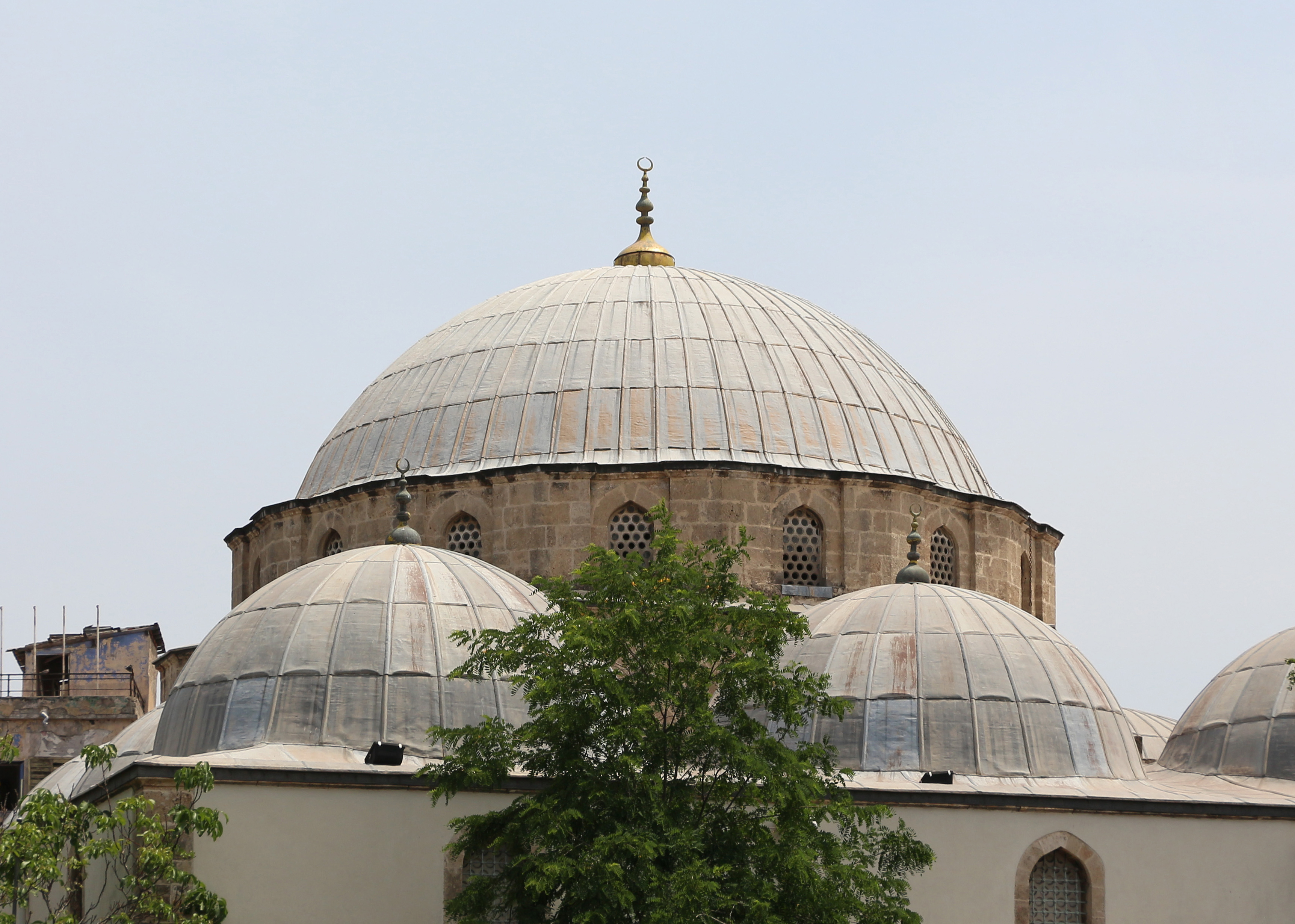
القبة الرئيسية للمسجد
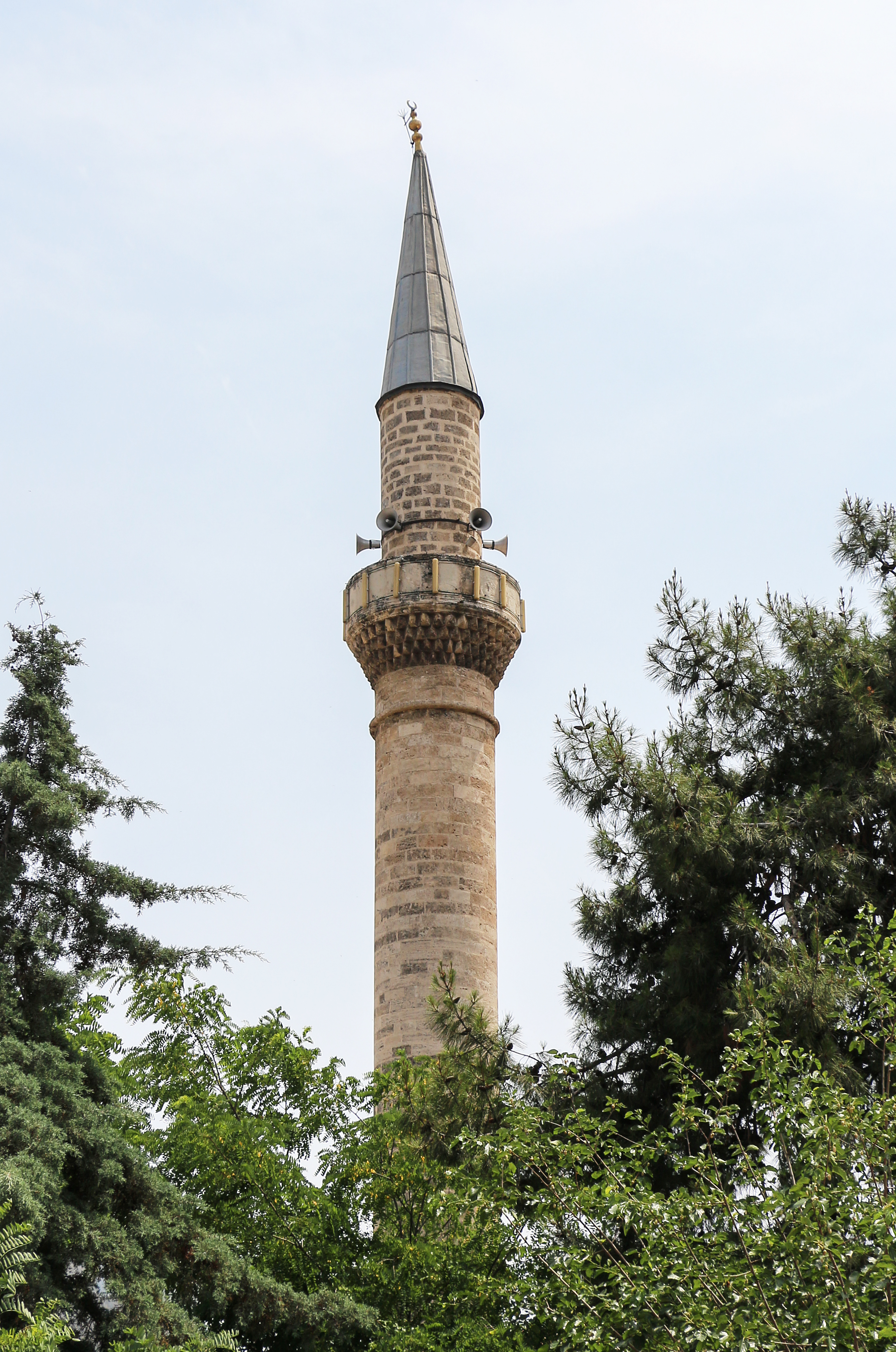
المئذنة